# Centropogon (dierengeslacht)
Centropogon is een geslacht van straalvinnige vissen uit de familie van napoleonvissen (Tetrarogidae).

## Soorten
- Centropogon australis (White, 1790)
- Centropogon latifrons Mees, 1962
- Centropogon marmoratus Günther, 1862